# 2 ブロードウェイ
2 ブロードウェイ (2 Broadway) はニューヨーク市ロウワー・マンハッタンのブロードウェイ南端に建つオフィスビルである。

## 歴史

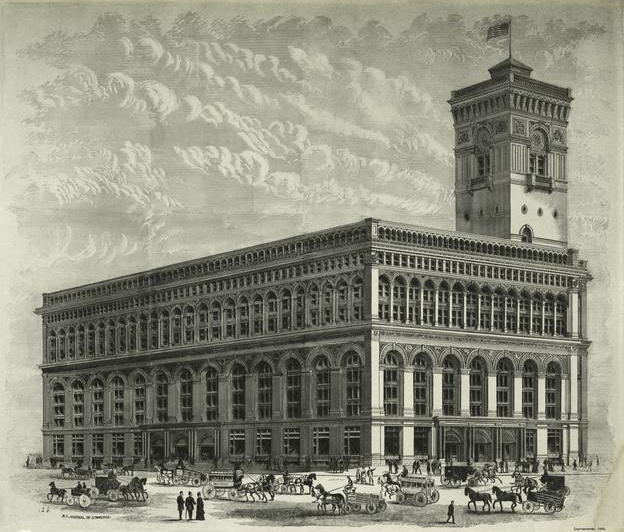
ニューヨーク商品取引所（1883年）

このビルの区画はボウリング・グリーン歴史地区の隣に位置している。このビルが建てられる以前には、ニューヨーク商品取引所 (New York Produce Exchange) ビルが建っていた。これはテラコッタの装飾がほどこされたれんが造りの著名なビルであった。中にはフランス風の荘厳な天窓が付いたホールがあり、日光が差し込む構造となっていた。設計者はジョージ・B・ポストで、建築期間は1881–84年であった。
ニューヨーク商品取引所ビルは1957年に解体され、1958-1959年の建設期間を経て32階建ての現在のビルへと建て替えられた。デベロッパーはen:Uris Brothersで、最初はen:William Lescazeとen:Kahn & Jacobsによるブロードウェイに直交するスラブ構造の設計案が出されたが、最終的にen:Emery Roth & Sonsにより、最初の案とは全く異なる、全区画をほとんど占有する三段のセットバック (en) 構造の設計案が受注されることとなった。
1999年に青と緑のガラスで覆われた現在のファサードに張り替えられた。これはスキッドモア・オーウィングズ・アンド・メリルの設計によるものである。

## ポピュラーカルチャーにおける2 ブロードウェイ
ニューヨーク商品取引所の建物は1928年のサイレント映画、Speedyにハロルド・ロイドとともに登場する。
2 ブロードウェイは1965年のホラー映画Mirageにグレゴリー・ペックおよびen:Diane Bakerとともに登場する。また、1960年のアメリカのコメディ映画アパートの鍵貸しますにも登場する。